# Obersturmführer

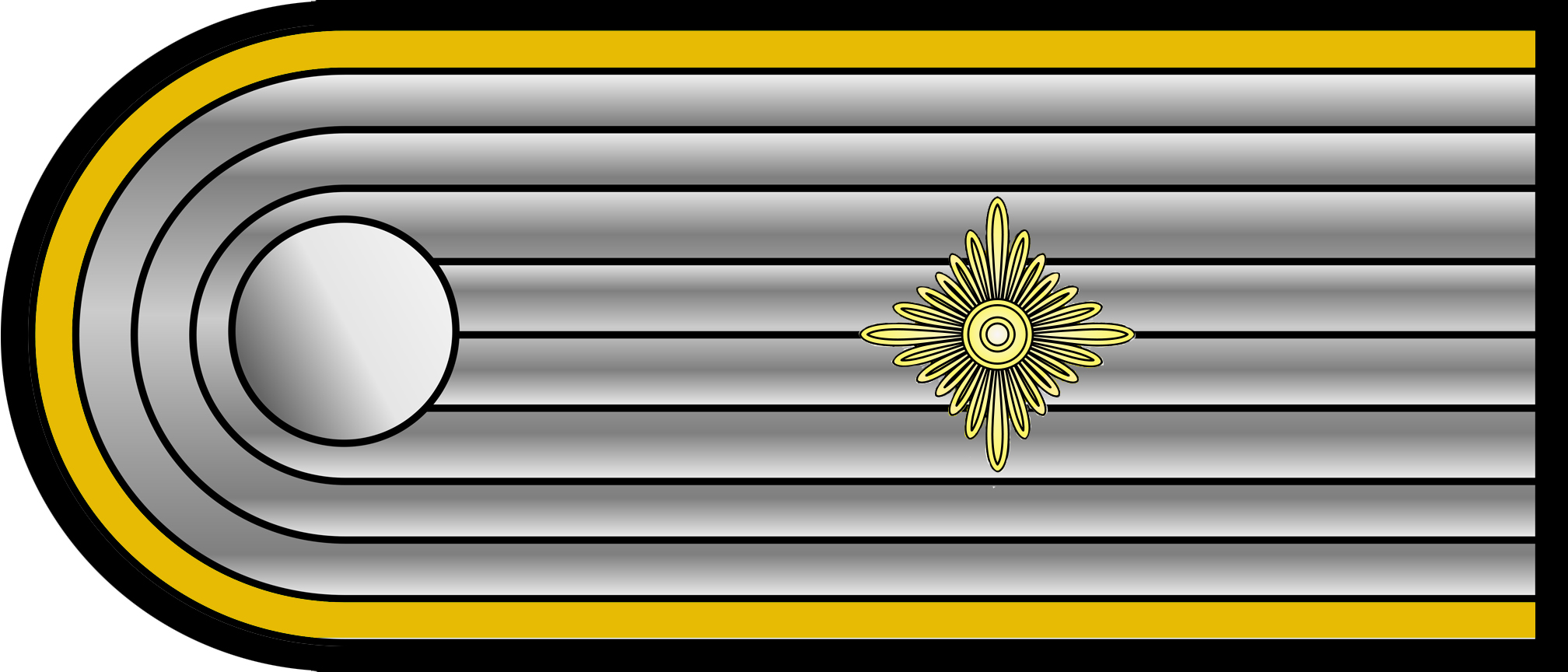
Spalline di un SS-Obersturmführer

Mostrine da Obersturmführer

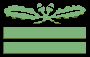
Distintivo da mimetica

Obersturmführer era un grado paramilitare del Partito nazista che è stato utilizzato in diverse organizzazioni, come le SA, SS, NSKK e NSFK. Il grado fu creato nel 1932 come il risultato di una espansione della Sturmabteilungen (SA) e la necessità di un grado supplementare nel corpo ufficiali. Obersturmführer divenne anche un rango delle SS in quel momento stesso. Corrispondeva all'attuale grado militare di tenente.

## Storia
Un SA-Obersturmführer era tipicamente un comandante di compagnia, responsabile di 50-100 soldati. All'interno delle SS, il rango di Obersturmführer era utilizzato in una vasta gamma di occupazioni (assistente personale, ufficiale della Gestapo, supervisore di un campo di concentramento), e nelle Waffen-SS come comandante di un plotone. All'interno di entrambe le SS e SA, il rango di Obersturmführer era considerato l'equivalente di un tenente della Wehrmacht tedesca.

## Le insegne
L'insegna per Obersturmführer aveva tre semi d'argento e una striscia d'argento centrata su una pezza nera sul collare dell'uniforme. Il rango di Obersturmführer era superiore ad un Untersturmführer (o Sturmführer nelle SA), e inferiore al rango di Hauptsturmführer.

## Personalità
Tra gli ufficiali che hanno ricoperto questo rango nelle SS ci sono stati: Siegfried Seidl, comandante del lager di Theresienstadt e Kurt Gerstein, medico nel lager di Treblinka.